# 岩菖蒲属
岩菖蒲属（学名：Tofieldia）是岩菖蒲科下的一个属。该属共有20种，分布于北温带。